# Contax

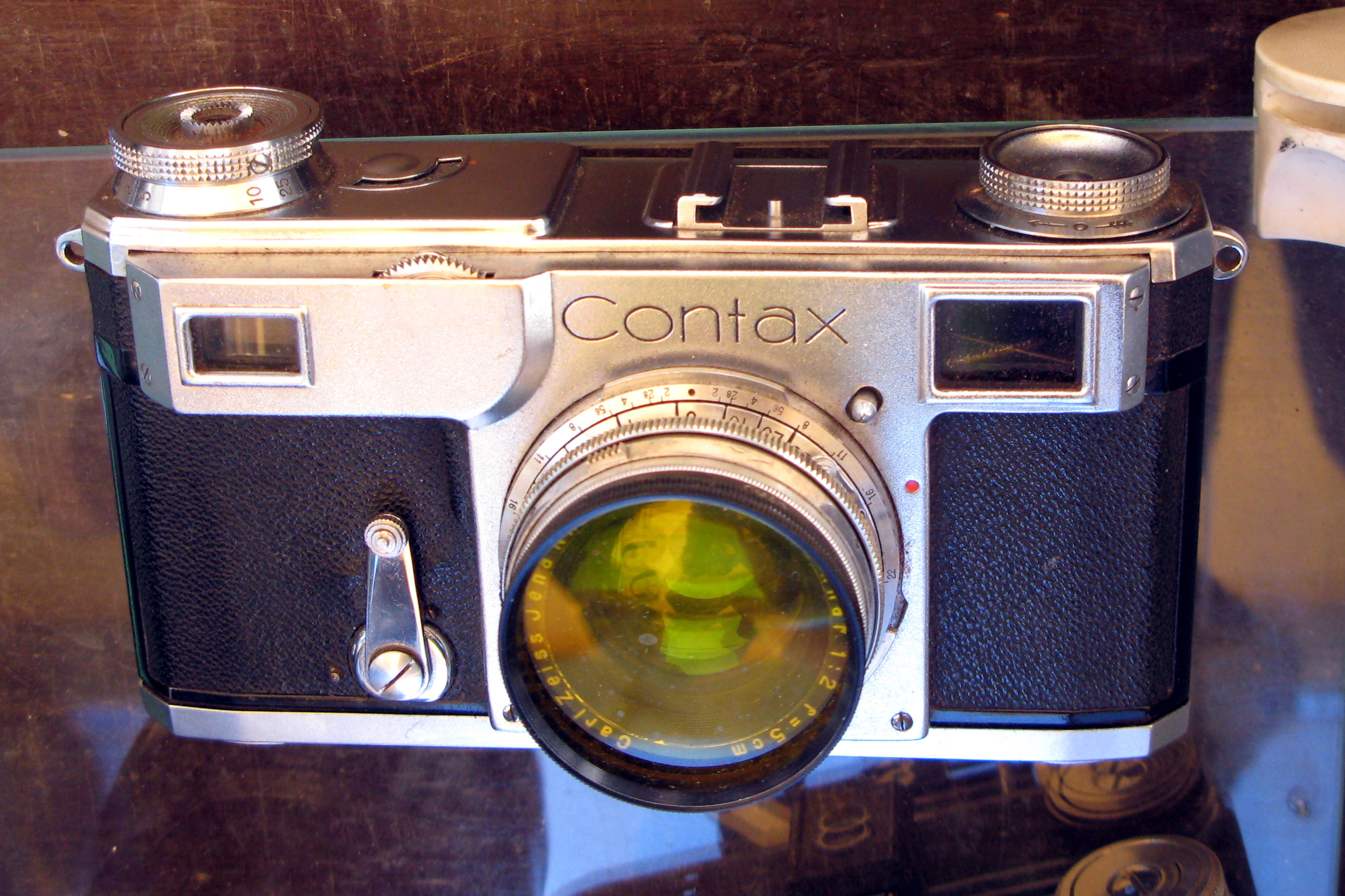
Contax II

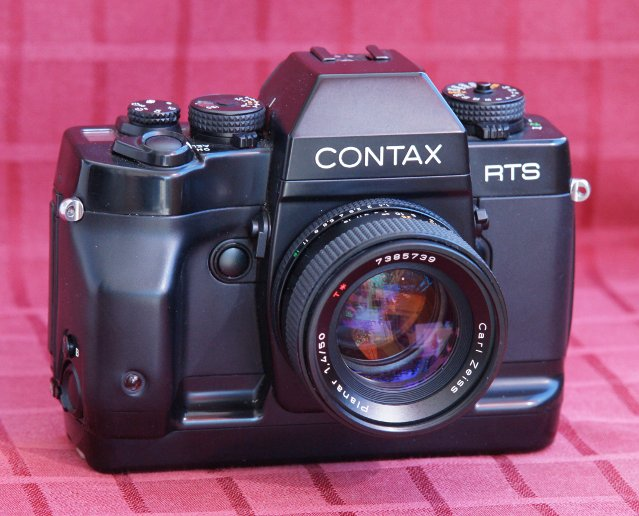
CONTAX RTS III con Planar 1,4/50 mm

Contax è un marchio di macchine fotografiche fondato dall'azienda tedesca Carl Zeiss, nota per le sue uniche e talvolta insolite tecniche innovative e per l'ampia gamma di ottiche. 
Il nome del marchio fu scelto dopo un sondaggio tra i dipendenti Zeiss. 
Sotto il marchio Contax vennero costruite fotocamere dal 1932 al 2005 da diversi costruttori, utilizzando obiettivi della Carl Zeiss (fino al 1958 la VEB Carl Zeiss Jena).
Nel settembre 2005 termina la fornitura di fotocamere e accessori Contax. Il marchio Contax appartiene ancora alla Carl Zeiss ma per un accordo di cooperazione non può essere utilizzato dalla stessa.

## Storia
Subito dopo il lancio della Leica I, la Contax rispose con la Contax I, che riuscì in un difficile compito: quello di creare un sistema a telemetro 35mm senza copiare da Leica. Le fotocamere Contax si distinsero subito per il loro design e per la capacità di montare ottiche Zeiss come il famoso Sonnar 50mm/1,5. La Contax I si distingueva per un parco ottiche davvero ampio, che andava dai grandangolari ai teleobiettivi, il Sonnar 180mm/2,8, costruito per le olimpiadi di Berlino del 1936 ne è un chiaro esempio.
La produzione ante-guerra continuò con la produzione di Contax II e Contax III.
Nel dopoguerra la Contax che era passata alla Germania Ovest costruì la Contax IIa e la Contax IIIa, che potevano montare tutte le ottiche ante-guerra più le nuove ottiche del dopoguerra.
Nella Germania Est le truppe sovietiche si appropriarono dei macchinari della vecchia fabbrica Contax, dando così origine alle "Contax Russe" prodotte a Kiev in Ucraina.
Da notare che il primo trattamento antiriflessi al fluoro (l'odierna fluorite) è stato applicato al Sonnar 50mm/1,5 Zeiss per Contax.

### Yashica e Kyocera
Dopo la fine della produzione Zeiss Ikon nel 1972, la Carl Zeiss rimane in produzione con gli obiettivi, cercando un partner per cooperare nelle macchine fotografiche. 
Dopo una collaborazione con Pentax, nel 1972 siglano un accordo con la giapponese Yashica. Yashica viene acquisita nel 1983 da Kyocera, che acquisisce la divisione di macchine fotografiche. Dal 1974 fino al 2005 uscirono quindi prodotti in cooperazione tra i due costruttori, cosiddetti «Contax/Yashica».
Gli obiettivi vennero forniti dalla Carl Zeiss e nei primi anni di collaborazione la Carl Zeiss di Oberkochen costruì le apparecchiature, presto la Yashica (già Kyocera) e Tomioka divennero gli unici costruttori. 
La terminologia Zeiss rimase per le ottiche: Distagon per i grandangolo, Planar e Tessar per i normali, Sonnar per i leggeri e Tele-Tessar per grandi tele. Gli zoom si chiamarono sempre Vario-Sonnar.

## Modelli di fotocamere
La fotocamera Contax N Digital (uscita sul mercato nel 2000) è stata la prima fotocamera reflex digitale con un sensore CCD avente dimensioni 24x36mm, quindi identiche a quelle del classico fotogramma della pellicola.
Nell'aprile 2005 Kyocera decide di ritirare i prodotti a marchio Contax.